# Leviola termitophila
Genre
Espèce
Leviola termitophila, unique représentant du genre Leviola, est une espèce d'araignées aranéomorphes de la famille des Zodariidae.

## Distribution
Cette espèce est endémique d'Angola. Elle se rencontre dans le parc national de Cameia.

## Description
Cette araignée a été découverte dans une termitière de Cubitermes sp..

## Publication originale
- Miller, 1970 : Spinnenarten der Unterfamilie Micryphantinae und der Familie Theridiidae aus Angola. Publicações culturais, Companhia de Diamantes de Angola, vol. 82, p. 75-166.